# 共产党 (佛兰德)
共产党（荷蘭語：Kommunistische Partij，發音：[ˌkɔmyˈnɪstisə pɑrˈtɛi]，缩写为KP），又称佛兰德共产党（Kommunistische Partij Vlaanderen），是比利时佛兰德的一个已不存在的共产主义政党。1989年，该党由原来的比利时共产党在佛兰德的党组织形成。它的意识形态是共产主义、马克思列宁主义。它的政治立场是左翼。该党于2009年停止活动。